# Lipinki Łużyckie
Lipinki Łużyckie (Duits: Linderode) is een dorp in het Poolse woiwodschap Lubusz, in het district Żarski. De plaats maakt deel uit van de gemeente Lipinki Łużyckie en telt 1800 inwoners.

## Verkeer en vervoer
- Station Lipinki Łużyckie